# Berlijns voetbalkampioenschap 1897/98 (DFuCB)
In 1897/98 werd het zevende Berlijns voetbalkampioenschap gespeeld, dat georganiseerd werd door de Duitse voetbal- en cricketbond (DFuCB). Er begonnen voor het eerst barsten te komen in de competitie. Op 11 september 1897 werd de Berlijnse voetbalbond opgericht, dat met een eigen competitie begon. Een aaltal clubs trok zich tijdens het seizoen terug, hun eindstanden werden geannuleerd. BTuFC Viktoria, dat de voorbije vijf titels won, was een van de clubs dat naar de nieuwe bond ging. BFC Vorwärts bleef trouw aan de DFuCB en werd zo voor het eerst kampioen. Er was geen verdere eindronde tegen de andere Berlijnse competitie.

## Eindstand
| Plaats | Club                        | Wed.           | W              | G              | V              | Ptn            |
| ------ | --------------------------- | -------------- | -------------- | -------------- | -------------- | -------------- |
| 1.     | BFC Vorwärts 1890           | 8              | 8              | 0              | 0              | 16             |
| 2.     | FC Columbia 1891 Adlershof  | 8              | 4              | 0              | 4              | 8              |
| 3.     | Rixdorfer FC Belle-Alliance | 8              | 4              | 0              | 4              | 8              |
| 4.     | BFC Hertha 1892             | 8              | 4              | 0              | 4              | 8              |
| 5.     | Berliner FC 1893            | 8              | 0              | 0              | 8              | 0              |
| 6.     | BTuFC Viktoria 1889         | Teruggetrokken | Teruggetrokken | Teruggetrokken | Teruggetrokken | Teruggetrokken |
| 7.     | BTuFC Alemannia 90          | Teruggetrokken | Teruggetrokken | Teruggetrokken | Teruggetrokken | Teruggetrokken |
| 8.     | FuCC Eintracht 1891         | Teruggetrokken | Teruggetrokken | Teruggetrokken | Teruggetrokken | Teruggetrokken |
| 9.     | Rixdorfer FC Normannia 1895 | Teruggetrokken | Teruggetrokken | Teruggetrokken | Teruggetrokken | Teruggetrokken |
| 10.    | BTuFC Toskana               | Teruggetrokken | Teruggetrokken | Teruggetrokken | Teruggetrokken | Teruggetrokken |
| 11.    | FC Union Charlottenburg     | Teruggetrokken | Teruggetrokken | Teruggetrokken | Teruggetrokken | Teruggetrokken |

|  | Kampioen |